# Hybopteroides
Hybopteroides is een geslacht van kevers uit de familie van de loopkevers (Carabidae). De wetenschappelijke naam van het geslacht is voor het eerst geldig gepubliceerd in 2012 door Erwin & Ball.

## Soorten
Het geslacht Hybopteroides omvat de volgende soorten:
- Hybopteroides biolat Erwin & Ball, 2012
- Hybopteroides karolinae Erwin & Ball, 2012
- Hybopteroides penrosei Erwin & Ball, 2012